# Jordan Fisher
Jordan William Fisher (Birmingham, Alabama, 24 de abril de 1994) es un cantante, compositor, bailarín y actor estadounidense. Su EP auto-titulado fue lanzado por Hollywood Records el 19 de agosto de 2016. Ha tenido papeles recurrentes en la serie de televisión, The Secret Life of the American Teenager y Liv y Maddie, y papeles secundarios en las películas de televisión, Teen Beach Movie, Teen Beach 2 y Grease: Live, y aparece en la banda sonora de Moana. Asumió el papel de John Laurens/Philip Hamilton en la producción de Broadway de Hamilton el 22 de noviembre de 2016. Interpretó a Noah Patrick en la serie de televisión Teen Wolf. Actualmente protagoniza el musical de Broadway Hadestown.

## Primeros años y educación
Fisher nació y creció en Birmingham, Alabama. La madre biológica de Jordan tenía 16 años al momento de su nacimiento, y fue legalmente adoptado y criado por sus abuelos maternos, Rodney y Pat. Los Fishers también adoptaron a los dos hermanos de Jordan, Cory y Trinity, debido a que su madre luchó con el abuso de sustancias, por lo que no tuvo una relación con los niños. Durante una entrevista con Hollywood Today Live, Fisher reveló su origen multiétnico.
Fisher se involucró en la gimnasia a los 2 años. Se interesó en el teatro musical en el quinto grado, después de ser echado en una producción de la escuela llamada School House Rock, Jr. Fisher fue educado en casa cuando era niño y obtuvo un título de escuela secundaria de Harvest Christian Academy. Él se unió a la Red Mountain Theatre Company en Birmingham y fue parte del conjunto de jóvenes artistas por muchos años. Allí fue descubierto por un explorador de talentos, que se ofreció a representarlo. Se matriculó en cursos en la Universidad Estatal de Jacksonville en 2011. Más tarde ese año, él se trasladó a Los Ángeles, California, con su madre y hermanos; más tarde se les unió su padre.

## Carrera

### Música
En 2014, Fisher lanzó tres canciones pop-soul en Radio Disney: «By Your Side», «Never Dance Alone» y «What I Got». En 2015, firmó un contrato discográfico con Hollywood Records. El 1 de febrero de 2016, lanzó «Counterfeit», su primera pista para el sello.
El primer sencillo de Fisher, «All About Us», fue lanzado el 15 de abril de 2016 y producido por Warren "Oak" Felder del dúo de producción Pop & Oak. El video musical de la canción, dirigido por TK McKamy, se estrenó en Vibe.com el 11 de mayo de 2016. Para la semana del 13 de junio de 2016, «All About Us» clasificó como la segunda canción más añadida en las estaciones de radio pop. Es la primera canción del EP autodenominado de Fisher, que fue lanzado el 19 de agosto de 2016. Se ha referido al sonido del EP como pop-soul-R & B, influenciado por la música soul de los '80. Fisher toca seis instrumentos: piano, guitarra, bajo, armónica, trompeta y tambores.
En 2015, Fisher se unió a Disney Channel Circle of Stars para una adaptación de la canción «Do You Want to Build a Snowman?» de la película Frozen. Por su papel en Liv y Maddie, cantó una versión en dueto y balada de la canción «True Love», que apareció en la banda sonora del programa en 2015. Contribuyó con dos temas, «Fallin 'For Ya» y «Wanna Be With You», junto con voces en otros tres, a la banda sonora Teen Beach 2, lanzada en 2015. También aparece en el EP de debut homónimo de Olivia Holt en «Thin Air». El 13 de marzo de 2016, cantó el himno nacional antes de la carrera de autos stock de Good Sam 500 de NASCAR en el Phoenix International Raceway en Avondale, Arizona. En el Apple Music Festival de 2016 en Londres, Fischer abrió para Alicia Keys. Fisher es presentado junto a Lin-Manuel Miranda en «You're Welcome», una canción de final de créditos para la película animada de 2016 Moana de Disney. En julio de 2016, fue elegido como Artista del mes de Elvis Duran y fue presentado en el programa Today de NBC, presentado por Kathie Lee Gifford y Hoda Kotb, y transmitido a nivel nacional donde realizó en directo su sencillo «All About Us». Hizo un cover de la canción «I'd Love to Change the World» (originalmente grabado por Ten Years After en 1971) para la miniserie de 2017 de ABC, When We Rise. Fisher se ha presentado en numerosos conciertos de WE Day en los Estados Unidos, para beneficiar a la WE Charity.
En septiembre de 2017, anunció que su nuevo sencillo «Mess» sería lanzado el 6 de octubre de 2017.

### Televisión
Los primeros papeles de televisión de Fisher fueron en 2009 como una estrella invitada en The Hustler en Crackle y en iCarly de Nickelodeon. Su primera parte importante fue el hermanastro de Grace Bowman, Jacob, en las temporadas 4 y 5 de The Secret Life of the American Teenager de ABC Family. Él interpretó el personaje recurrente Holden Dippledorf en Liv y Maddie en Disney Channel a partir de 2015, y también ha aparecido en The Thundermans y Teen Wolf. Él interpretó al líder de la pandilla de surf Seacat en las películas de televisión por cable Teen Beach Movie (2013) y Teen Beach 2 (2015). En Grease: Live, una actuación en vivo de Grease televisada en Fox, Fisher protagonizó a Doody, junto a Carly Rae Jepsen como su novia Frenchy. Él canta una versión de «Those Magic Changes» que fue ampliamente elogiado como un punto culminante de la serie. En septiembre de 2017, Fisher fue anunciado como una de las celebridades que competirían en la temporada 25 de Dancing with the Stars, siendo emparejado con la bailarina profesional Lindsay Arnold. El 21 de noviembre, Fisher y Arnold llegaron a la final y fueron declarados ganadores de la temporada. en 2020 apareció en la película de Netflix, To All the Boys: P.S. I Still Love You, interpretando a John Ambrose McClaren, el chico del que Lara Jean (Lana Condor) estaba enamorada en sexto grado, la película es protagonizada por Lana Condor y Noah Centineo.
En 2020, interpretó a Jake Taylor en la película de Netflix, Work It, protagonizada por Sabrina Carpenter. En marzo de 2021, se anunció que interpretaría a Bart Allen en la séptima temporada de la serie de The CW, The Flash.

### Teatro
Fisher hizo su debut en Broadway en Hamilton  el 22 de noviembre de 2016, asumiendo el papel de John Laurens/Philip Hamilton de Anthony Ramos.
El 28 de enero de 2020 reemplazó a Andrew Barth Feldman en el musical Dear Evan Hansen, tomando el papel protagonista. El 1 de junio de 2021 se publicaba la noticia de que volvería a interpretar el rol protagonista en la reapertura del musical el 11 de diciembre de 2021.

## Vida personal
Se comprometió con Ellie Woods en mayo de 2019 en Alabama y se casaron en el Walt Disney World en noviembre de 2020. En diciembre de 2021 anunciaron que estaban esperando su primer hijo. Su hijo, Riley William Fisher, nació el 7 de junio de 2022.

## Discografía

### EP
| Título        | Detalles                                                                                           |
| ------------- | -------------------------------------------------------------------------------------------------- |
| Jordan Fisher | - Lanzamiento: 19 de agosto de 2016 - Discográfica: Hollywood Records - Formatos: Descarga digital |

### Sencillos
| Título              | Año  | Posición más alta | Álbum         |
| Título              | Año  | US Pop            | Álbum         |
| ------------------- | ---- | ----------------- | ------------- |
| «All About Us»      | 2016 | 26                | Jordan Fisher |
| «Lookin' Like That» | 2016 | 39                | Jordan Fisher |
| «Always Summer»     | 2017 | —                 | —             |
| «Mess»              | 2017 | —                 | —             |

### Otras canciones
| Título                                                    | Año  | Álbum         |
| --------------------------------------------------------- | ---- | ------------- |
| «The Christmas Song (Chestnuts Roasting on an Open Fire)» | 2016 | Solo sencillo |
| «Come December»                                           | 2017 | Solo sencillo |

### Otras apariciones
| Título                         | Año  | Otro(s) artista(s)     | Álbum                                          |
| ------------------------------ | ---- | ---------------------- | ---------------------------------------------- |
| «True Love (Ballad)»           | 2015 | —                      | Liv and Maddie: Music from the TV Series       |
| «True Love (Piano Duet)»       | 2015 | Dove Cameron           | Liv and Maddie: Music from the TV Series       |
| «Wanna Be With You»            | 2015 | —                      | Teen Beach 2                                   |
| «Best Summer Ever»             | 2015 | Elenco de Teen Beach 2 | Teen Beach 2                                   |
| «Falling For Ya»               | 2015 | Chrissie Fit           | Teen Beach 2                                   |
| «Gotta Be Me»                  | 2015 | Elenco de Teen Beach 2 | Teen Beach 2                                   |
| «That's How We Do»             | 2015 | Elenco de Teen Beach 2 | Teen Beach 2                                   |
| «Thin Air»                     | 2016 | Olivia Holt            | Olivia                                         |
| «Summer Nights»                | 2016 | Elenco de Grease: Live | Grease: Live – Music from the Television Event |
| «Those Magic Changes»          | 2016 | Aaron Tveit            | Grease: Live – Music from the Television Event |
| «You're Welcome»               | 2016 | Lin-Manuel Miranda     | Moana (Original Motion Picture Soundtrack)     |
| «I'd Love to Change the World» | 2017 | —                      | When We Rise                                   |
| «Happily Ever After»           | 2017 | Angie Keilhauer        | Happily Ever After - Single                    |

## Filmografía

### Papeles de televisión
| Año           | Título                                     | Papel                | Notas |
| ------------- | ------------------------------------------ | -------------------- | --- |
| 2009          | The Hustler                                | Mario                | Episodio: «Hustle & Bustle» |
| 2009          | iCarly                                     | Clark                | Episodio: «iSpeed Date» |
| 2009          | Skyrunners Testimonials                    | Johnny               | Episodio: «Press Conference – ATV» |
| 2012          | The Secret Life of the American Teenager   | Jacob                | 9 episodios |
| 2013          | Teen Beach Movie                           | Seacat               | Película original de Disney Channel |
| 2014          | The Thundermans                            | Dylan                | Episodio: «Four Supes and a Baby» |
| 2015          | The Chew                                   | Él mismo             | Episodio: «Movie Night» |
| 2015–2017     | Liv y Maddie                               | Holden               | Reparto recurrente, 11 episodios |
| 2015–2016     | Teen Wolf                                  | Noah Patrick         | 2 episodes |
| 2015          | Teen Beach 2                               | Seacat               | Película original de Disney Channel Nominado – Teen Choice Award por Mejor Canción de Película o Televisión (compartido con Ross Lynch, Maia Mitchell, Garrett Clayton, Grace Phipps, John DeLuca) |
| 2016          | Bones                                      | Ian Johnson          | Episodio: «The Strike in the Chord» |
| 2016          | Grease: Live                               | Doody                | Película de televisión |
| 2016          | Stay                                       | Miles                | Piloto no vendido |
| 2017          | Dancing with the Stars                     | Él mismo             | Ganador de la temporada 25 |
| 2019          | La próxima gran aventura de Archibald      | Finly (voz)          | 13 episodios |
| 2019          | RENT: Live                                 | Mark Cohen           | Película de televisión |
| 2020          | A todos los chicos: P.D. Todavía te quiero | John Ambrose         | Película de Netflix |
| 2020          | Work It                                    | Jake Taylor          | Película de Netflix |
| 2021          | A todos los chicos: Para siempre           | John Ambrose         | Película de Netflix |
| 2021–presente | The Flash                                  | Bart Allen / Impulse | Reparto recurrente, 6 episodios |
| 2021          | High School Musical: El Musical: La Serie  | Jamie Porter         | Episodio: «La hora del espectáculo» |
| 2022          | Turning Red                                | Robaire              | Integrante de 4*Town |

### Teatro
| Año(s) | Producción       | Papel                          | Ubicación                                                           | Categoría |
| ------ | ---------------- | ------------------------------ | ------------------------------------------------------------------- | --------- |
| 2016   | Hamilton         | John Laurens / Philip Hamilton | Teatro Richard Rodgers 20 de noviembre de 2016 - 5 de marzo de 2017 | Broadway  |
| 2020   | Dear Evan Hansen | Evan Hansen                    | Teatro Music Box                                                    | Broadway  |

### Videojuegos
| Año  | Título     | Papel                   | Notas                               |
| ---- | ---------- | ----------------------- | ----------------------------------- |
| 2015 | Until Dawn | Matthew ''Matt'' Taylor | Voz y rasgos faciales del personaje |

## Premios y nominaciones
| Año  | Premio                         | Categoría           | Trabajo  | Resultado |
| ---- | ------------------------------ | ------------------- | -------- | --------- |
| 2017 | Radio Disney Music Awards 2017 | Mejor Nuevo Artista | Él mismo | Nominado  |